# Westfield World Trade Center
Westfield World Trade Center is een winkelcentrum gesitueerd in en rondom de Oculus, ontworpen door Santiago Calatrava, naast het One World Trade Center in de Amerikaanse stad New York.
Het winkelcentrum bestaat uit 116 winkels en werd op 16 augustus 2016 geopend als het grootste winkelcentrum op het eiland Manhattan. Westfield World Trade Center vervangt het door de aanslagen op 11 september 2001 verwoeste The Mall at the World Trade Center. De naam van het winkelcentrum verwijst naar Unibail-Rodamco-Westfield, de commerciële vastgoedonderneming die het exploiteert.

## Oude winkelcentrum

Plattegrond van het voormalige winkelcentrum

Het oorspronkelijke winkelcentrum heette vlakweg "The Mall at the World Trade Center" (het winkelcentrum bij het World Trade Center).
Het winkelcentrum, voltooid in 1975, was een ondergrondse ruimte en bevond zich als zodanig onder voornamelijk de zwarte, lagere gebouwen Four World Trade Center (zuid op plattegrond) en Five World Trade Center (noord op plattegrond, naast Six World Trade Center).
Slechts een klein gedeelte was gelegen onder het Austin J. Tobin Plaza tussen de Twin Towers.
De hoofdingang van het winkelcentrum bevond zich aan de zuidelijke façade van het Four World Trade Center tegenover Liberty Street met roltrappen die naar de hal afdaalden. De andere ingang bevond zich aan de oostelijke façade van het Five World Trade Center tegenover Church Street.
Het winkelcentrum was ook toegankelijk vanuit de lobby's van de Twin Towers en diende als toegangspunt naar het metrostation Chambers Street-World Trade Center / Park Place op de -, - en -treinen. PATH-treinen kruisten elkaar in de laagst gelegen verdiepingen, die zich onder het winkelcentrum bevonden. Het originele winkelcentrum omvatte horecazaken en ongeveer 80 winkels, waaronder vestigingen van Gap en Victoria's Secret. Duizenden mensen reisden dagelijks door het winkelcentrum.
In augustus 2001 heeft eigenaar Port Authority of New York and New Jersey (PANYNJ) het winkelcentrum geleased aan de van oorsprong Australische warenhuisketen Westfield Group. Westfield was van plan om het winkelcentrum grondig te renoveren en uit te breiden. Daarnaast wou het bedrijf het winkelcentrum hernoemen in Westfield Shoppingtown World Trade Center.
Een maand later werd het winkelcentrum echter verwoest bij de aanslagen op 11 september 2001. Mensen die niet meer uit de razendsnel instortende Twin Towers konden ontsnappen via de lobby, maakten gebruik van het winkelcentrum om straatniveau te bereiken om zo zichzelf (weliswaar door de gigantische stofwolk heen) in veiligheid te brengen.
Volgens een aantal getuigenissen van mensen in het winkelcentrum om 8:46 uur lokale tijd, het moment waarop American Airlines-vlucht 11 de North Tower van het World Trade Center doorboorde, was er sprake van immense vuurballen die werden gevoed door de kerosine die zich een weg baande door de liftschachten en uit de liften in de lobby ontsprong, waarvan enkele reikten tot aan het winkelcentrum. Kort na de eerste inslag begon water het winkelcentrum binnen te sijpelen uit gesprongen leidingen of geactiveerde sprinklersystemen.

## Herbouw

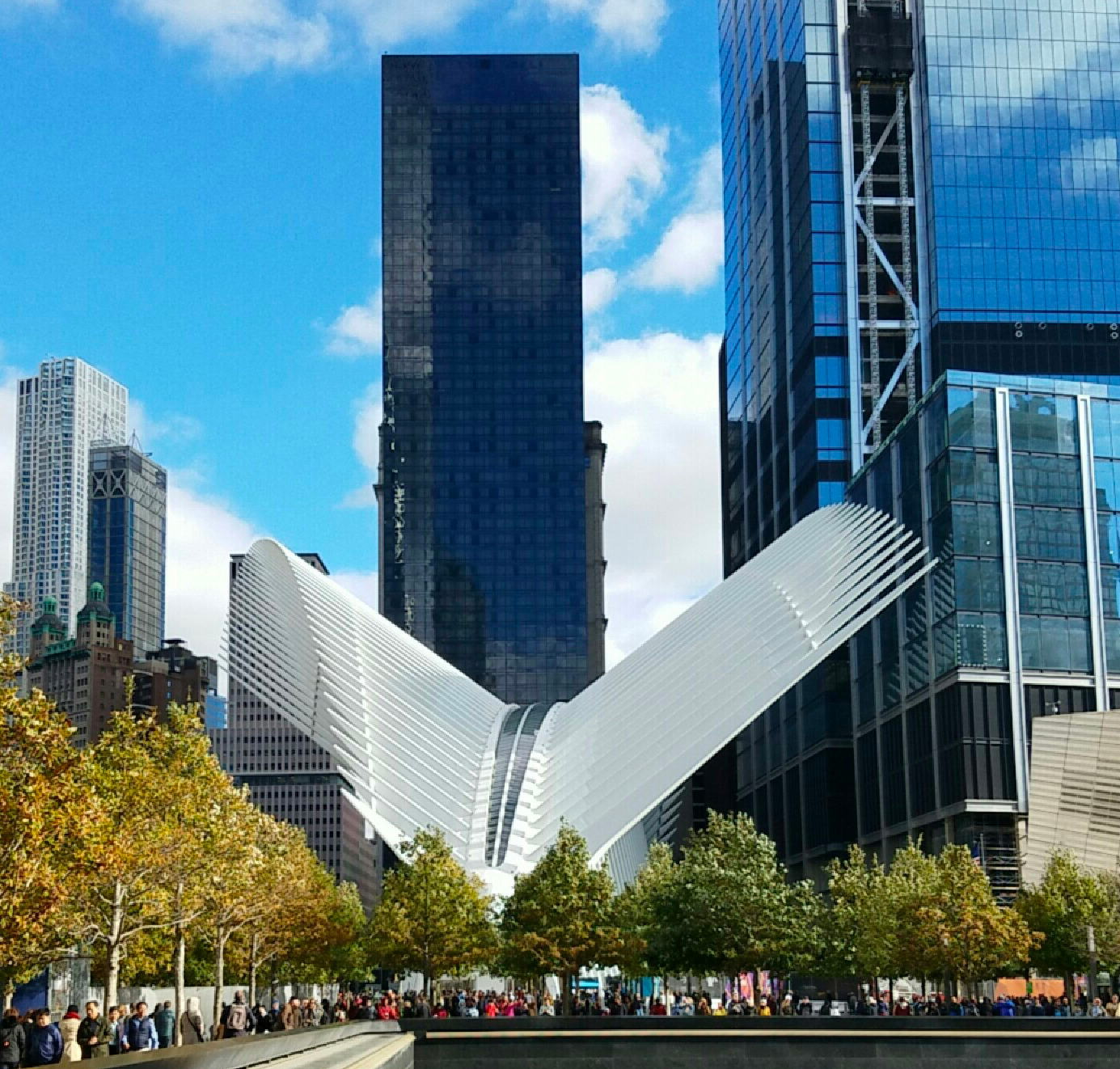
Westfield World Trade Center in 2017

Westfield World Trade Center heeft ongeveer 33.900 m² aan winkelruimte. Hoewel het nieuwe winkelcentrum op Greenwich Street slechts ongeveer de helft van de oppervlakte van het oorspronkelijke winkelcentrum beslaat, dit vanwege de aanzienlijk grote ruimte die nodig was voor het National September 11 Memorial & Museum, bestaat het winkelcentrum desondanks uit twee verdiepingen.
Drie extra niveaus zullen boven op de lagere verdiepingen van het nog onvoltooide Two World Trade Center gebouwd worden, terwijl Three World Trade Center en Four World Trade Center alreeds vier bovenliggende niveaus herbergen. Het stationsgebouw van het nieuwe World Trade Center-metrostation, de Oculus, biedt ook een grote oppervlakte aan winkelruimte.
De bouw van het winkelcentrum langs het One World Trade Center begon in 2007. In februari 2012 sloot de Westfield Corporation een overeenkomst met de Port Authority of New York and New Jersey, eigenaar van de World Trade Center site, om samen het winkelcentrum te beheren, voor de prijs van $ 612,5 miljoen. Westfield nam de plaats in van Silverstein Properties, de vorige eigenaar van het winkelcentrum.
Tegelijkertijd voorzag Westfield marketingruimte in het winkelcentrum en het Frans-Nederlandse vastgoedbedrijf Unibail-Rodamco, mede-eigenaar van Westfield, opende tevens een leasekantoor in 7 World Trade Center.
In december 2013 verkocht de Port Authority zijn resterende aandeel in de retailontwikkeling aan Westfield voor een bedrag van $ 800 miljoen. Het winkelcentrum was voor 80% verhuurd vanaf juni 2014 en de winkelruimte was in oktober 2015 volledig verhuurd.
Het winkelcentrum opende op 16 augustus 2016 met een concert van John Legend en Leslie Odom jr. en de opening van winkels of vestigingen van bedrijven zoals Pandora en Apple. In totaal waren er 60 winkels in het winkelcentrum bij de opening.
In 2017 waren er 82 winkels, wat nog zou toenemen tot 116 in 2019.